# ÖBB 2064
Die Reihe 2064 der ÖBB ist eine Verschubdiesellok, deren Einsatz sich auf das Schienennetz der Linzer Hafenbahn begrenzte.

## Geschichte
Die Globalisierung und der damit verbundene Kostendruck in vielen Unternehmen führten entweder zur Schließung oder zur Abgabe des firmeneigenen Werkverkehrs, der bis dahin mit eigenen Werksdieselloks durchgeführt worden war. Die OMV legten beispielsweise vor einigen Jahren ihren Verschubbetrieb mit den firmeneigenen Dampfspeicherloks still und übertrug ihn an die ÖBB, die diesen seither mit Vorserienloks der Reihe 2068 durchführt.
Ein Musterbeispiel dafür ist die Linzer Hafenbahn: Seit Anfang 1998 haben die ÖBB die Betriebsführung übernommen, ohne eigene Loks einzusetzen. Der Linzer Hafenbahn gehörten damals zwei Jenbacher-Dieselloks, die 2003 in das Eigentum der ÖBB übergingen. Diese erhielten die Baureihenbezeichnung 2064, allerdings behielten sie die alte Ordnungsnummer bei. Sie bekamen die Loknummern 2064.006 und 007 und wurden schließlich auf dem Netz der Hafenbahn eingesetzt. Die beiden Loks wurden 1964 bzw. 1967 von den Jenbacher Werken an die Linzer Hafenbahn geliefert worden. Der Hersteller lieferte andere Loks dieses Typs auch an die Voest Alpine, die Wiener Lokalbahnen, die italienischen Staatsbahnen und an die russische SZD – der Kastenaufbau der Exportmaschinen wich allerdings erheblich von der üblichen Form ab. Aus diesem Grundtyp entstanden sogar elektrohydraulische Verschubloks der Reihe 1067.
Der Einsatz der Loks beschränkte sich ausschließlich auf das Gleisnetz der Linzer Hafenbahn. Aufgrund der hohen Reparaturkosten und der damit verbundenen langen Abstellzeit der Lok 2064.006 wurde diese am 1. Oktober 2000 – die Lok 2064.007 am 1. Juni 2001 – ausgemustert. Beide Loks wurden an Lyaritz verkauft.

## Konstruktion
Die Baureihe 2064 ist die größere Schwester der Reihe ÖBB 2062. Die Los entsprechen im mechanischen Teil einer verlängerten 2062er mit 10.500 mm LÜP und haben einen 600 PS starken Dieselmotor. Ein großer Unterschied zu den Baureihen 2062 und 2162 ist, dass die Reihe 2064 eine dreiachsige Lok ist, bei der die Mittelachse spurkranzlos ist. Im hinteren Vorbau haben die Loks einen großen Treibstofftank, im vorderen befindet sich die gesamte Antriebsanlage. Die beiden Loks wurden nicht umlackiert, sondern in blutoranger Farbgebung belassen. Zudem wurden einige, darunter auch diese beiden Loks, mit Druckluftstarter ausgeliefert.

## Technik
Die gesamte Antriebsanlage und das Bremssystem entsprechen grundsätzlich der jenen Reihen 2062 und 2162. Da die Loks nur im Hafenbetrieb eingesetzt werden, wurde auf den Einbau einer Indusi verzichtet, Sifa ist allerdings vorhanden.